# Les Fumeurs
Les Fumeurs (I Fumatori) è un'opera di Fernand Léger del 1911-1912, conservata al Solomon R. Guggenheim Museum di New York.
In essa possiamo notare vari elementi che riportano all'opera La Compostiera, come ad esempio la frutta, posizionata quasi allo stesso modo, e il tavolo, nella stessa posizione solamente con diagonale al contrario.
Il personaggio umano rievoca la soluzione della moltiplicazione cienematica derivante da un'opera precedente: Tre Figure, dove tale soluzione era limitata a un particolare (la mano sinistra della donna in verde), mentre in Les Fumeurs caratterizza l'opera nel suo complesso.
L'opera emana un dinamismo ritminco nello spazio, non derivante solo dall'azione che compie il fumatore, cioè quella del fumare, ma anche quelle di altri elementi presenti, quali le pere e i pioppi.
Particolare apprezzabile dell'opera sono le pupille del personaggio, elemento che in quel periodo spesso viene tralasciato (es. Picasso); inoltre il dipinto eseguito con la tecnica della pittura a olio mette in luce uno spessore plastico che torna ad ostentare la massa.
L'ambiente rappresentato nel dipinto evidenzia figure nette, circoscritte all'interno di linee evidenti, in corpi duri e tangibili con una totale mancanza di prospettiva, dove il vicino è lontano e l'interno è l'esterno.